# Rubus mesogaeus
Rubus mesogaeus es una especie de planta del género Rubus, perteneciente a la familia Rosaceae.

## Taxonomía
Rubus mesogaeus fue descrita por Wilhelm Olbers Focke en 1900.

## Distribución
Se encuentra en el territorio de Nepal hasta Sajalín y Japón.